# 指原莉乃製作「第一屆小指祭～偶像臨時總會～」
指原莉乃製作「第一屆小指祭～偶像臨時總會～」（日语：指原莉乃プロデュース 第一回ゆび祭り〜アイドル臨時総会〜）是2012年6月25日在日本武道館舉行的現場音樂活動，以及由Avex Marketing收錄在同年12月26日發行的影像作品。

## 内容
- 2012年5月獨唱出道，公開說喜歡偶像的指原莉乃，與總勢10組的偶像出演，收錄同年6月25日在日本武道館舉行的現場音樂活動[1]。而且，是指原擔任活動的綜合製作人。
- 当初預定在2012年9月5日發售，但因制作進行上的問題延期到12月[2]。

## 出演
- 指原莉乃（HKT48）
- Idoling!!![3]
- 私立惠比寿中学
- SUPER☆GiRLS
- 東京女子流
- 乃木坂46
- PASSPO☆
- Buono!
- 桃色幸運草Z
- 走廊奔跑隊7
- 伊吉里岡田（MC）[4]

## 收錄影像曲
- 事前各團體的工作人員作代表抽取出演順序。

1號：私立惠比寿中学、2號：乃木坂46、3號：PASSPO☆、4號：走廊奔跑隊7、5號：桃色幸運草Z、6號：東京女子流、7號：SUPER☆GiRLS、8號：Buono!、9號：Idoling!!!、10號：指原莉乃。
※是電視播放的歌曲。
1. 放學後櫥櫃Rokkenroru MX - 私立惠比寿中学※
2. 來吧香波 - 乃木坂46※
3. 窗簾圍繞 - 乃木坂46
4. Pock☆Star - PASSPO☆
5. 少女飛行 - PASSPO☆※
6. 材料Girl - PASSPO☆
7. 希望山脈 - 走廊奔跑隊7
8. 少年喲 說謊吧！ - 走廊奔跑隊7
9. 完美～呢 - 走廊奔跑隊7※
10. Z女戰爭 - 桃色幸運草Z
11. 行動吧！怪盜少女 - 桃色幸運草Z※
12. Rock you! - 東京女子流
13. Attack Hyper Beat POP - 東京女子流
14. 心心相印 - 東京女子流※
15. 女子力←天堂 - SUPER☆GiRLS
16. EveryBody JUMP!! - SUPER☆GiRLS
17. 彈彈♥SUMMER Kiss - SUPER☆GiRLS※
18. 初戀汽水 - Buono!※
19. Lotta Love Lotta Love - Buono!
20. 恋愛♥騎士 - Buono!
21. 柔软的心 - Idoling!!!
22. One Up!!! - Idoling!!!※
23. 苺牛乳 - Idoling!!!
24. 初戀之丘 - 指原莉乃※
25. 懦弱的化妝舞會 - 指原莉乃※
26. 就是喜歡妳 - 指原莉乃※

安可曲
ENC-1 Yeah! 超級假期 - 指原莉乃
松浦亞弥的歌曲的翻唱。途中はるな愛驚喜出演。
ENC-2 無限重播 - 出演者全員※
AKB48的歌曲。選抜成員是渡辺麻友（走廊奔跑隊7）、指原莉乃、夏燒雅（Buono!）、根岸愛（ぱすぽ☆）、増井みお（PASSPO☆）、山邊未夢（東京女子流）、伊藤祐奈（Idoling!!!）、橋本楓（Idoling!!!）、八坂沙織（SUPER☆GiRLS）、宮﨑理奈（SUPER☆GiRLS）、中田花奈（乃木坂46）、桜井玲香（乃木坂46）、岩佐美咲（走廊奔跑隊7）がフロントに立った。

## 電視播放
活動的模式在『音楽熱帯夜』時段NHK BS Premium和綜合頻道播放。
- BS Premium
2012年7月15日（星期日）午前0時15分 - 1時45分（90分）
- 綜合頻道
2012年11月16日（星期五）午前1時45分 - 3時15分（90分）

## 備註
1. 1 2  . ナタリー. 2012-06-26  [2012-11-17]. （原始内容存档于2020-12-06） （日语）.
2. ↑  . 指原莉乃 オフィシャルサイト. 2012-07-21  [2012-11-17]. （原始内容存档于2019-11-09） （日语）.
3. ↑  パフォーマンス終了直後に出演する指原に代わって、遠藤舞、横山ルリカ、菊地亜美の3名がMC代行を務めた。
4. ↑  6號出演的東京女子流的表演完結後，因有別的工作途中退席。

## 外部連結
- 指原莉乃 官方網站 （页面存档备份，存于）
- YouTube
  - YouTube上的第一回ゆび祭り Blu-ray/DVD ダイジェスト映像
  - YouTube上的【私立恵比寿中学編】第一回ゆび祭り Blu-ray/DVD ダイジェスト映像
  - YouTube上的【乃木坂46編】第一回ゆび祭り Blu-ray/DVD ダイジェスト映像
  - YouTube上的【ぱすぽ☆編】第一回ゆび祭り Blu-ray/DVD ダイジェスト映像
  - YouTube上的【渡り廊下走り隊７編】第一回ゆび祭り Blu-ray/DVD ダイジェスト映像
  - YouTube上的【ももいろクローバーZ編】第一回ゆび祭り Blu-ray/DVD ダイジェスト映像
  - YouTube上的【東京女子流編】第一回ゆび祭り Blu-ray/DVD ダイジェスト映像
  - YouTube上的【SUPER☆GiRLS編】第一回ゆび祭り Blu-ray/DVD ダイジェスト映像
  - YouTube上的【Buono!編】第一回ゆび祭り Blu-ray/DVD ダイジェスト映像
  - YouTube上的【アイドリング!!!編】第一回ゆび祭り Blu-ray/DVD ダイジェスト映像
  - YouTube上的【指原莉乃編】第一回ゆび祭り Blu-ray/DVD ダイジェスト映像